# Иво
Иво е мъжко име в европейските езици.
Според проучване на проф. Николай Ковачев името се среща 2227 пъти (0,16 %) сред момчетата в България, родени в периода 1901 – 1970 г.

## Славянски езици
В славянските езици (български, сръбски и др.) основната му употреба е като умалително име на Иван (от Йоан – благодат Божия), подобно на Ивица. Разпространено е сред българите, доколкото Иван е сред най-често срещаните мъжки имена. Виден носител на името извън България е Нобеловият лауреат сърбохърватският писател Иво Андрич (1892 – 1974).
В българския език Иво понякога се използва и като умалителна форма на името Ивайло – с неуточнена етимология, но свързвано днес главно с българския цар Ивайло от XIII век.
Има имен ден на Ивановден – 7 януари по БПЦ.

## Други езици
В западноевропейските езици най-ранната употреба на името Иво (с вариант Ив на френски) е установена в Развитото Средновековие сред норманите във Франция и Англия, като светеца Ив/Иво Шартърски (на френски: Yves de Chartres, на латински: Ivo Carnutensis; 1040 – 1115). Произходът на думата може да е келтски (Ivo) или германски (Iwa). Разпространението на името се свързва с култа към св. Иво Бретански/Кермартински (1253 – 1303), считан за покровител на Бретан.